# Surtningssue
Surtningssue (o Surtningssui) es la séptima montaña más alta de Noruega. Se encuentra en Jotunheimen, en la frontera entre los municipios de Lom y Vågå. Surtningssue tiene varios picos distintos, de los cuales Store Surtningssue es el más alto.
Surtningssue es más fácilmente accesible desde la cabina turística Memurubu, a lo largo de la costa norte del Gjendin.